# Joan Codina i Llubera
Joan Codina i Llubera (Barcelona, 27 d'octubre de 1866 - Lo Canet, 1934 o 1935) fou un cantant català, pare de Carolina Codina, que amb el pseudònim de Lina Llubera fou una soprano i muller de Serguei Prokófiev.
Fou fill de Joan Codina i Odena, natural de Barcelona, i d'Isabel Llubera i Chávarri, natural de Badalona. Des de molt petit, Joan Codina tenia una atractiva veu. Va estudiar música i cant, i va cantar com a solista a la catedral de Barcelona. La seva veu de soprano va obtenir tanta fama que venia gent de molt lluny per sentir-lo cantar. També tocava el piano encara que no de forma professional i va ser capaç de compondre senzilles cançons líriques.
Va anar a completar els seus estudis vocals a la famosa escola de La Scala de Milà, on va conèixer Olga Nemysskaia, que, com Joan, tenia una bona veu i havia vingut des de Rússia amb els mateixos objectius. Es van casar i van recórrer Europa i Amèrica cantant junts. A Rússia li van posar el sobrenom d'Ivan Ivanovich.
Durant els anys vint i trenta, Joan i Olga van viure a Lo Canet, prop de Canes, en diverses mansions entre les quals es desplaçaven sovint. A partir del naixement del 1924, molt sovint es feien càrrec dels fills de Prokófiev i Llubera, Sviatoslav i Oleg, mentre aquests estaven de gira.
Es conserven gravacions de la seva veu.